# Julian Verzotto
Julian Verzotto (Bolzano, 14 de abril de 2001) es un deportista italiano que compite en saltos de plataforma.  Ganó una medalla de plata en el Campeonato Europeo de Natación de 2024, en la prueba de plataforma 10 m sincro.

## Palmarés internacional
| Campeonato Europeo | Campeonato Europeo | Campeonato Europeo | Campeonato Europeo     |
| Año                | Lugar              | Medalla            | Prueba                 |
| ------------------ | ------------------ | ------------------ | ---------------------- |
| 2024               | Belgrado (Serbia)  | Medalla de plata   | Plataforma 10 m sincro |